# منتخب سنغافورة للريشة الطائرة
منتخب سنغافورة لتنس الريشة (بالإنجليزية: Singapore national badminton team)‏ هو ممثل سنغافورة الرسمي في المنافسات الدولية في كرة الريشة .